# It's About Time! (Phineas y Ferb)
«It's About Time!» (titulado «La Máquina del Tiempo» en Hispanoamérica y «Usando el Tiempo» en España) es el vigésimo primer episodio de la primera temporada de la serie animada de televisión Phineas y Ferb. Se emitió originalmente en Disney Channel el 1 de marzo de 2008. El episodio trata de los hermanastros Phineas y Ferb arreglando una máquina del tiempo expuesta en un museo y usándola para viajar a la prehistoria. Mientras tanto, Perry el Ornitorrinco se enfrenta a ser reemplazado por un oso panda como némesis del científico loco Dr. Heinz Doofenshmirtz.
El guion y la dirección corrieron a cargo del cofundador Dan Povenmire, y los guiones gráficos fueron realizados por varios artistas del equipo de producción. Los guionistas dejaron a propósito la máquina del tiempo a disposición de los chicos al final del episodio para reutilizarla más adelante en la serie, lo que hicieron en el episodio de la segunda temporada «Phineas and Ferb's Quantum Boogaloo». La recepción de la crítica fue increíblemente positiva, y varios aplaudieron la relación de Perry y Doofenshmirtz en el episodio, que señalaron que se retrataba con un posible subtexto homosexual.

## Trama
Los hermanastros Phineas Flynn y Ferb Fletcher acuden a un museo, donde descubren expuesta una máquina del tiempo rota construida en la década de 1880. Con la intención de viajar ellos mismos en el tiempo, empiezan a arreglarla para que funcione correctamente. Esto llama la atención de su hermana, Candace, que desea informar a su madre de sus actividades para meterse en problemas. Cuando finalmente consigue que su madre Linda la siga y vea la máquina, Linda se distrae mientras Candace sigue caminando hacia los chicos, justo en el momento en que su máquina del tiempo se activa. Los tres son enviados de vuelta a 300 millones de años antes de Cristo, donde un tiranosaurio rex destruye inmediatamente la máquina del tiempo. Los tres se ven obligados a huir del T-rex y son salvados por un grupo de brontosaurios, que con su inmenso tamaño ahuyentan al dinosaurio carnívoro.
Mientras tanto, Perry el Ornitorrinco llega al escondite del Dr. Heinz Doofenshmirtz, donde descubre que Doofenshmirtz ha ganado un nuevo némesis en la forma de Peter el Panda, a quien conoció en Seattle, Washington. Abatido, Perry recuerda las batallas anteriores con Doofenshmirtz cuando era su némesis, mientras que el propio Doofenshmirtz se cansa de Peter porque es mucho menos simpático que Perry. Perry y Doofenshmirtz deciden aparecer en el programa de entrevistas Dr. Feelbetter, donde deciden volver a ser némesis; sin embargo, Doofenshmirtz revela que toda la situación no era más que un plan para capturar a los mejores agentes del mundo —que se encuentran entre el público— y congelarlos con un gran rayo. Esto da lugar a una batalla a gran escala en la que los agentes salen victoriosos.
Los chicos y Candace regresan a una zona embarrada donde el T-rex ha dejado una enorme huella, que reconocen que acabará expuesta en el museo en el presente. Phineas deja un mensaje en la huella para que Isabella y las Fireside Girls las salven. Las niñas, en el presente, descubren inmediatamente la huella y el mensaje y siguen su manual para crear una nueva máquina del tiempo. Utilizan la máquina para viajar en el tiempo y rescatar a las tres. Al llegar al presente, sin embargo, se dan cuenta de que un T-rex regresó con ellas, por lo que Candace huye e intenta exponerlo a sus padres. Un rayo perdido de la máquina de Doofenshmirtz congela a la criatura, por lo que sus padres se limitan a creer que se trata de una exhibición.

### Temáticas
Múltiples críticos han señalado que el retrato de la relación entre Doofenshmirtz y Perry en el episodio presenta un cierto subtexto homosexual. Se trata de una parodia del estereotipo de película romántica para adolescentes, en la que Perry y Doofenshmirtz —dos hombres de distinta especie— son la pareja adolescente que «rompe». Las sospechas iniciales de Perry de que Doofenshmirtz tiene un nuevo némesis se describen como si una persona descubriera que su pareja le engaña. Perry descubre una huella en la cara de Doofenshmirtz, parecida a una marca de carmín en la mejilla, como si fuera de un amante. Al principio, Doofenshmirtz intenta negar que tenga un nuevo némesis, pero al final admite la acusación, señalando que «no quería que [Perry] se enterara de esta manera», detallando abiertamente una forma común en que las parejas descubren que su pareja les engaña. Perry está deprimida por su «ruptura» y recuerda su pasada «relación» juntos, mientras suena de fondo una música parecida a una canción de amor. Tras sentirse deprimido, Doofenshmirtz «deja» a Peter y se reencuentra con Perry en un programa de entrevistas propenso a presentar enfrentamientos románticos.
Como en otros episodios de la serie, «It's About Time!» defiende una filosofía en la que se promueve que las personas son capaces de lograr cualquier cosa siempre que se fijen un objetivo y sean persistentes. Los episodios detallan una relación media y funcional entre Phineas y Ferb a pesar de que la pareja son hermanastros, lo que se muestra comúnmente en la televisión como una dinámica difícil que inevitablemente causa melodrama. Aunque Candace acusa a los chicos de ser la causa de sus problemas y la razón por la que sus intentos de meterlos en problemas con su madre nunca tienen éxito, el episodio deja claro a los espectadores que sus acusaciones son falsas y que es culpa suya que ella reciba tal castigo. Los personajes que aparecen en el episodio no están motivados por circunstancias negativas, lo que, según Povenmire y Marsh, les permite parecer «frescos, nerviosos e inteligentes sin [...] ser mezquinos».

## Producción

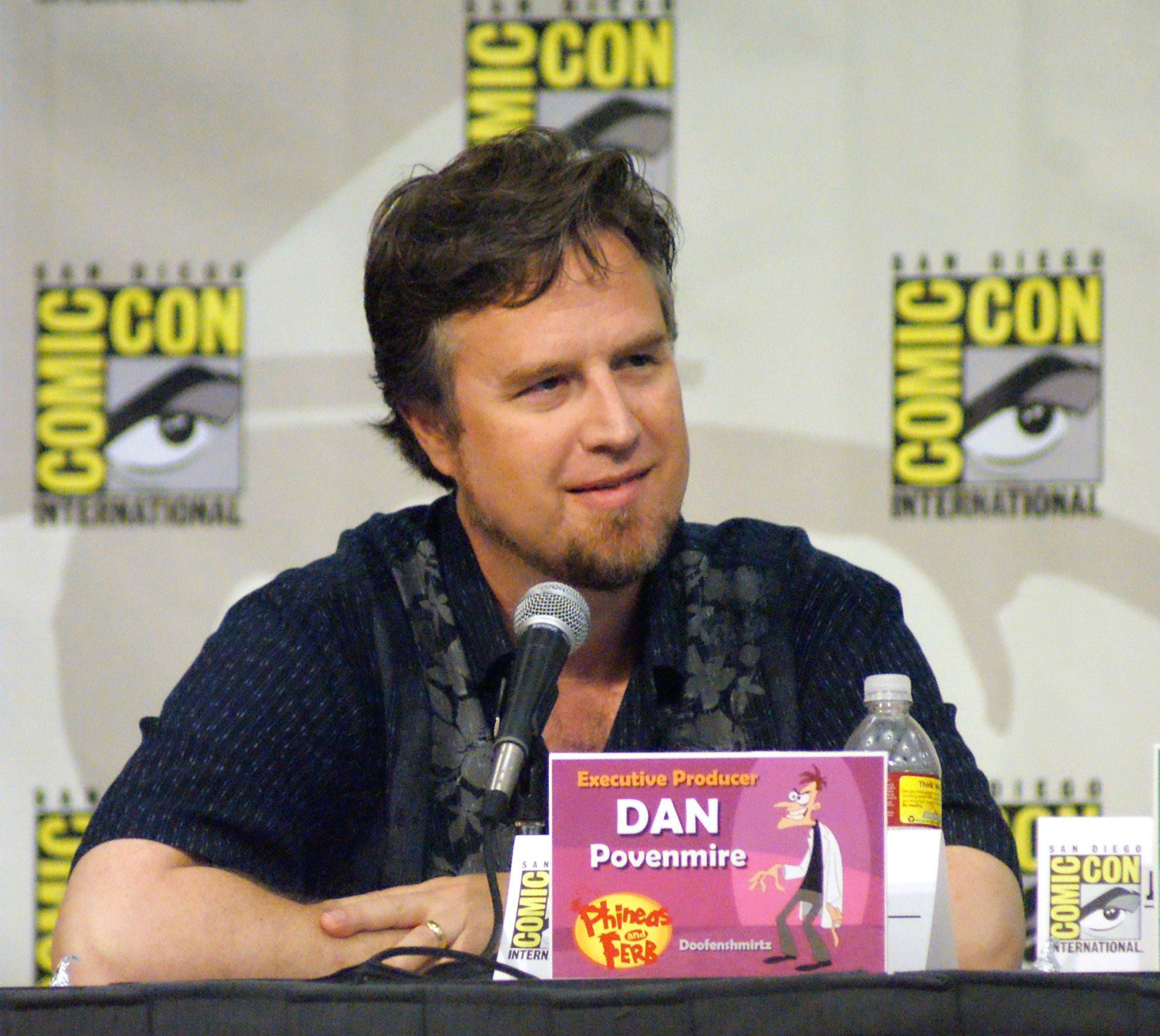
El cofundador de la serie, Dan Povenmire, escribió y dirigió «It's About Time!».

«It's About Time!» fue concebido por los cuatro guionistas principales de la serie. En una sesión semanal celebrada ese lunes, se revisó el concepto y se consideró lo suficientemente aceptable como para crearlo. El cofundador Dan Povenmire, se encargó de desarrollar el guion y, simultáneamente, los artistas Jon Barry, Mike Roth, Kent Osborne y Aliki Theofilopoulos construyeron los guiones gráficos. Los guiones gráficos se presentaban al personal de producción, cuya reacción determinaba si algunos chistes se mantenían en el producto final. Povenmire dirigió el episodio, animada en los estudios Rough Draft de Corea del Sur.
En la conclusión del episodio, la máquina del tiempo de Phineas y Ferb queda en buen estado y disponible para su uso en el museo. El equipo de guionistas lo terminó así a propósito para poder reutilizarla más adelante en la serie. Finalmente se concibió un concepto para hacerlo: «Phineas y Ferb van al futuro y ven a Candace de adulta (lo que) les trae todo tipo de recuerdos de no poder reventarlos». Esta idea se utilizó para el episodio de la segunda temporada, «Phineas and Ferb's Quantum Boogaloo».
«It's About Time!» presentaba dos números musicales diferentes, titulados «My Nemesis» y «When We Didn't Get Along». Durante la fase de guion gráfico, simplemente se hacía una nota indicando que una canción se colocaría en un punto determinado de una secuencia. Como la mayoría de las canciones de la serie, cada una de ellas fue escrita por los cofundadores de la serie, Povenmire y Jeff «Swampy» Marsh, a lo largo de aproximadamente una hora. Povenmire y Marsh cantaron el borrador de la canción en el contestador automático del compositor de la serie, Danny Jacob, ese viernes por la noche. Jacob interpretó las dos canciones.
El episodio se emitió originalmente en Estados Unidos en Disney Channel el 1 de marzo de 2008. «It's About Time!» estuvo disponible en el DVD recopilatorio Phineas and Ferb: The Fast and the Phineas' en 2008, junto con otros episodios de la primera temporada, «One Good Scare Ought to Do It!», «The Fast and the Phineas», «Lawn Gnome Beach Party of Terror», «Flop Starz», «Raging Bully», «Lights, Candace, Action!» y «Are You My Mummy?». Tanto «My Nemesis» como «When We Didn't Get Along» estuvieron disponibles en 2009 en la banda sonora oficial de Phineas y Ferb.